# Nokia C6-01
Le Nokia C6-01 est un téléphone de l'entreprise Nokia. Il est monobloc. Il a un écran tactile et fait partie des premiers téléphones équipés du système d'exploitation Symbian^3. Le prix annoncé est de 260 € et sa sortie fixée au 4e trimestre 2010.

## Caractéristiques
- Système d'exploitation Symbian^3
- GSM/EDGE/HSDPA
- 103,8 × 52,5 × 13,9 mm   pour 131 grammes
- Écran  640 × 360  pixels, 3,2 pouces capacitif
- Batterie 1 050 mAh
- Appareil photo numérique : 8 mégapixels
- Vibreur
- DAS : ? W/kg.